# Mydaea occidentalis
Mydaea occidentalis är en tvåvingeart som beskrevs av Malloch 1920. Mydaea occidentalis ingår i släktet Mydaea och familjen husflugor. Inga underarter finns listade i Catalogue of Life.